# Umowa na czas określony
Umowa na czas określony – jeden z rodzajów umów o pracę zawieranych między pracownikiem a pracodawcą; należy do najpopularniejszych umów terminowych uregulowanych w Kodeksie pracy.
Strony zawierają umowę o pracę na czas określony, gdy zamierzają pozostawać w stosunku pracy przez z góry określony czas. Umowa o pracę na czas określony najczęściej jest zawierana w celu:
- zastępstwa pracownika w czasie jego usprawiedliwionej nieobecności w pracy,
- wykonywania pracy o charakterze dorywczym,
- wykonywania pracy o charakterze sezonowym,
- wykonywania zadań realizowanych cyklicznie.

Powyższych ograniczeń w zakresie liczenia terminów nie stosuje się do umów o pracę zawartych na czas określony: w celu zastępstwa pracownika w czasie jego usprawiedliwionej nieobecności w pracy; w celu wykonywania pracy o charakterze dorywczym lub sezonowym; w celu wykonywania pracy przez okres kadencji; w przypadku gdy pracodawca wskaże obiektywne przyczyny leżące po jego stronie – jeżeli ich zawarcie w danym przypadku służy zaspokojeniu rzeczywistego okresowego zapotrzebowania i jest niezbędne w tym zakresie w świetle wszystkich okoliczności zawarcia umowy. Oznacza to, że zawarcie jednej z wyżej wymienionych umów może nastąpić tylko wtedy, gdy spełnione są łącznie obie te przesłanki.
Oznaczenie czasu trwania umowy może nastąpić poprzez wskazanie:
- konkretnej daty kalendarzowej, z której nadejściem umowa się rozwiąże, np. 1 lutego 2021 r.,
- zdarzenia, którego zajście spowoduje rozwiązanie umowy, zdarzenie to musi być pewne, a czas jego nadejścia wiadomy lub przewidywalny, np. sezon wczasowy, sezon grzewczy.

Termin końcowy umowy o pracę na czas określony powinien być wyraźnie oznaczony. Nie jest dopuszczalne dalsze zatrudnianie danej osoby na podstawie tej umowy, gdy okres zatrudnienia (także łączny w przypadku kilku umów) na jej podstawie przekroczy 33 miesiące. Nie można zawrzeć więcej niż 3 takich umów. Powyższe zakazy nie odnoszą się do zatrudnienia na okres zastępstwa czy prac o charakterze dorywczym bądź sezonowym. Skutkiem przekroczenia limitu czasowego lub ilościowego zatrudnienia terminowego jest automatyczne nawiązanie umowy o pracę na czas nieokreślony.